# Relations entre Cuba et la Russie
Les relations entre Cuba et la Russie (russe : Российско-кубинские отношения, espagnol : Relaciones Ruso-Cubanas) reflètent les échanges politiques, économiques et culturels entre ces deux États. Ces pays sont en coopération étroite depuis l'époque de l'Union soviétique. La Russie a une ambassade à La Havane et un consulat général à Santiago de Cuba. Cuba a une ambassade à Moscou et un consulat honoraire à Saint-Pétersbourg. Environ 55 000 personnes d'origine russe vivent à Cuba.

## Relations entre Cuba et l'URSS
Après l'établissement des relations diplomatiques avec l'Union soviétique à la suite de la révolution cubaine de 1959, Cuba est devenue de plus en plus dépendante des marchés et de l'aide militaire soviétiques, devenant un allié de l'URSS pendant la guerre froide. En juillet 1962, peu de temps avant le déclenchement de la crise des missiles de Cuba, les Soviétiques lancent la construction d'une station radar d'écoutes (renseignement d'origine électromagnétique) près de La Havane, à moins de 160 km de Key West. À son apogée pendant la guerre froide, cette station était occupée par 1 500 agents, techniciens et ingénieurs du KGB, du GRU, de la Dirección de Inteligencia et du bloc de l'Est. Cette station était parmi les capacités de collecte de renseignements les plus importantes ciblant les États-Unis. Elle a permis aux Soviétiques de surveiller les satellites de communications géosynchrones à la fois civils et militaires des États-Unis. L'URSS payait à Cuba une subvention annuelle de 200 millions de dollars pour maintenir cette station depuis 1962. Elle est fermée en 2002 et les bâtiments de la station sont plus tard reconstruits pour devenir l'université des sciences informatiques. Des rumeurs non confirmées en juillet 2014 font état d'un accord entre Cuba et la Russie pour la réouverture de cette base à l'occasion d'une visite de Vladimir Poutine à Cuba,, mais l'information a été démentie peu de temps après,.
Le retrait des missiles et bombardiers soviétiques de Cuba en 1962, qui a conduit à un dégel des relations entre les États-Unis et l'URSS a tendu et détérioré les relations soviéto-cubaines du fait que Fidel Castro n'ait pas été consulté au cours des négociations entre John Fitzgerald Kennedy et Nikita Khrouchtchev.
En 1968, Fidel Castro déclare soutenir l'invasion de la Tchécoslovaquie par le pacte de Varsovie et dénonce publiquement sur les ondes la rébellion tchèque. Castro a averti le peuple cubain à propos des « contre-révolutionnaires » tchécoslovaques, qui « se déplaçaient vers le capitalisme et la Tchécoslovaquie dans les bras des impérialistes ». Il a appelé les chefs de la rébellion « des agents de l'Allemagne de l'Ouest et des canailles réactionnaires fascistes ». En contrepartie de son soutien public de l'invasion, à un moment où de nombreux Soviétiques jugeaient l'invasion comme étant une violation de la souveraineté de la Tchécoslovaquie, l'URSS a renfloué l'économie cubaine avec des prêts supplémentaires et une augmentation immédiate des exportations de pétrole[réf. souhaitée].
En 1972, Cuba rejoint le Conseil d'assistance économique mutuelle (COMECON), une organisation économique des États visant à instaurer une coopération entre les économies planifiées socialistes dominées par la grande économie de l'Union soviétique. Moscou est resté en contact régulier avec La Havane, les deux pays partageant différentes relations étroites jusqu'à l'effondrement du bloc en 1991.
Durant la période de 1985-1991, sous l'ère des réformes de Gorbatchev, le commerce entre les deux nations continue, mais la perestroïka a rapidement érodé l'alliance économique et politique entre les Cubains et les Soviétiques comme il est devenu de plus en plus difficile pour les Soviétiques de maintenir leurs engagements commerciaux à Cuba. Après 1989, Castro a critiqué publiquement le réformisme soviétique et dit espérer que le communisme soviétique survivra à la perestroïka.

## La «période spéciale en temps de paix»
Après la disparition de l'Union soviétique, Cuba est entré dans une ère de difficultés économiques connue comme la « période spéciale en temps de paix ». En effet, la chute de l'Union soviétique en 1991 a eu un effet immédiat et dévastateur sur Cuba. Cuba a perdu les privilèges d'aide et de commerce de valeur après la chute de l'Union soviétique, peu après l'entrée d'une crise financière. Le PIB diminue de 35 %, et l'approvisionnement en électricité devient très insuffisant. Dans les années 1990 et encore aujourd'hui, Cuba maintient et construit des relations avec d'autres voisins d'Amérique latine et des pays non alignés, mais, comme seul pays marxiste dans l'hémisphère occidental, Cuba n'est plus en mesure de maintenir son statut politique. Après le passage à des prix de marché mondial dans l'accord de 1991 du commerce et de la dissolution du CAEM, qui avait jadis représenté près de 85 % du commerce de Cuba, le commerce avec l'Union soviétique a diminué de plus de 90 %. L'Union soviétique seule importait 80 % de tout le sucre cubain et 40 % de tous les agrumes cubains. Les importations de pétrole ont chuté de 13 millions de tonnes en 1989 à environ 3 millions de tonnes en 1993 en provenance de Russie. La fin du socialisme en Europe a donné lieu à la fin des relations cubano-soviétiques et un grand isolement et des difficultés économiques à Cuba.

## Relations entre Cuba et la Russie

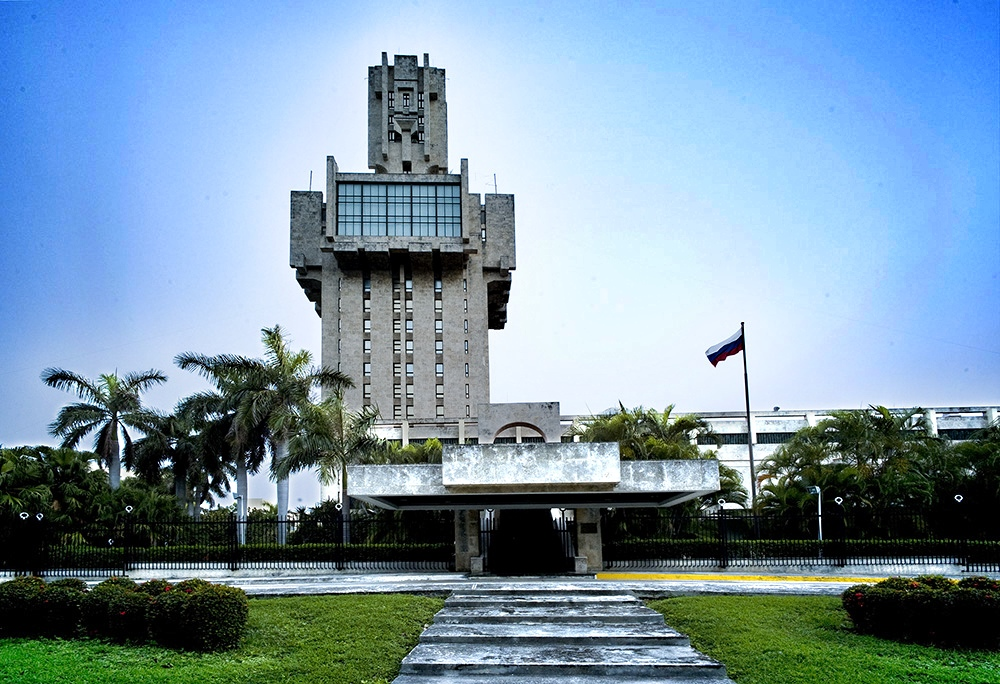
Ambassade d'URSS puis de Russie à La Havane en 2008.

Après que Vladimir Poutine est arrivé au pouvoir en 2000, les relations entre les deux pays se sont améliorées. En décembre 2000, Poutine a rendu visite à Castro à Cuba et a appelé à la levée de l'embargo des États-Unis contre Cuba. La Russie est toujours le premier créancier de Cuba et les deux pays entretiennent des liens économiques étroits. Cuba a soutenu fermement la Russie lors de la deuxième guerre d'Ossétie du Sud en 2008. À l'automne de 2008 Cuba et la Russie ont augmenté leur coopération économique conjointe. Le vice-premier ministre russe Igor Setchine a visité Cuba à plusieurs reprises en 2008 afin d'accroître les liens économiques et politiques. La Russie était le premier pays à fournir une aide à Cuba après  que trois ouragans aient dévasté le pays à l'automne 2008. L'assistance fournie par la Russie comprenait quatre avions transportant de la nourriture, des fournitures médicales et des matériaux de construction.
En novembre 2008, le président russe Dmitri Medvedev s'est rendu à Cuba pour renforcer les liens économiques et permettre aux entreprises russes de forer le pétrole offshore situé dans les eaux cubaines, et de permettre aux entreprises minières russes d'exploiter la mine de nickel à Cuba. Raúl Castro s'est rendu pendant une semaine à Moscou du 28 janvier 2009 au 4 février 2009. Cette rencontre a abouti à 20 millions de dollars de crédit à La Havane, et 25 000 tonnes de céréales à titre d'aide humanitaire à Cuba.
En juillet 2009, la Russie a commencé l'exploration pétrolière dans le golfe du Mexique après la signature d'un accord avec Cuba. Selon le nouvel accord, la Russie a également accordé un prêt de 150 millions de dollars pour acheter du matériel agricole et de construction. En 2013, Medvedev s'est de nouveau rendu à Cuba où il a signé des accords sur l'éducation, la santé, l'hydrométéorologie, l'aéronautique et l'espace avec son homologue cubain.
En juillet 2014, lors d'une visite de Poutine à La Havane, celui-ci annule 90 % de la dette cubaine envers Moscou (35 milliards de dollars) et le solde (environ 3,5 milliards de dollars) doit être remboursé sur dix ans et réinvesti dans l'économie cubaine.